# Christian Geselle

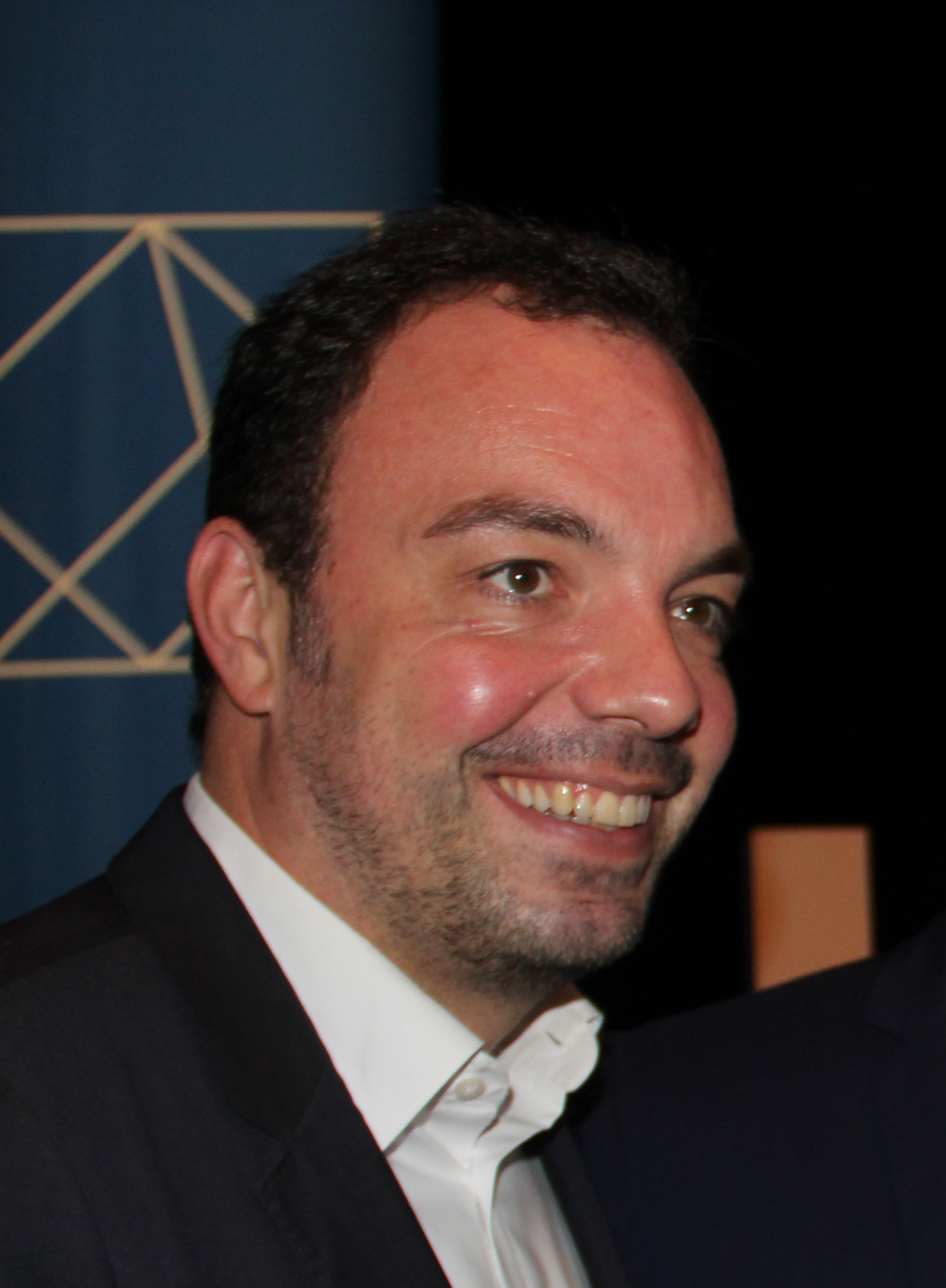
Christian Geselle

Christian Geselle (* 7. März 1976 in Kassel) ist ein deutscher Verwaltungsjurist und Politiker (parteilos, zuvor SPD). Von 2017 bis 2023 war er Oberbürgermeister der Stadt Kassel.

## Leben
Geselle wuchs in Kassel-Niederzwehren auf. Nach dem Besuch des Wilhelmsgymnasiums und dem Abitur im Jahr 1995 absolvierte er eine Ausbildung zum Polizeibeamten. Von 1995 bis 2005 war er als Polizist in Frankfurt am Main tätig und studierte parallel Jura in Göttingen. Anschließend arbeitete er als Verwaltungsjurist beim Land Hessen.
Geselle lebt im Stadtteil Niederzwehren und ist dort Mitglied der Freiwilligen Feuerwehr, der TSG 87 Niederzwehren und des Fördervereins der Handballspielgemeinschaft HSG Zwehren/Kassel. Geselle ist Mitglied des Aufsichtsrats des Fußball-Regionalligisten KSV Hessen Kassel.
Er ist verheiratet und hat zwei Kinder.

## Politik
Seit 2006 war Geselle Mitglied der Stadtverordnetenversammlung in Kassel und wurde 2013 Vorsitzender der SPD-Fraktion. Am 1. Mai 2015 wurde er Leiter des Dezernats II – Finanzen, Beteiligung und Soziales – der Stadt Kassel und übernahm am 1. August 2015 das Amt des Stadtkämmerers.
Bei der Oberbürgermeisterwahl am 5. März 2017 setzte er sich bei einer Wahlbeteiligung von 36,5 % mit 56,6 % der Stimmen gegen seine fünf Mitbewerber durch und löste damit am 22. Juli 2017 seinen Amtsvorgänger Bertram Hilgen ab, der nach zwei Amtszeiten nicht mehr zur Wahl angetreten war.
Zur Oberbürgermeisterwahl in Kassel im März 2023 trat er nach einem Streit mit der Kasseler SPD als unabhängiger Kandidat an, während die SPD eine eigene Kandidatin aufstellte. Geselle gewann zwar die Wahl mit 31,6 % vor dem Grünen Sven Schoeller (27,8 %), erreichte damit jedoch nicht die nötige absolute Mehrheit von 50 %. Er erklärte noch am Wahlabend, nicht an der erforderlichen Stichwahl teilnehmen zu wollen. Als Grund hierfür nannte er die „immense Belastung seiner Familie“, welche er jener nicht mehr zumuten wollte.
Mitte März 2023 trat Geselle aus der SPD aus.
Sein Nachfolger Sven Schoeller folgte ihm am 22. Juli 2023 im Amt. Geselle blieb der Amtseinführung Schoellers am 21. Juli 2023 mit Ankündigung fern, sodass der symbolische Akt der Überreichung der Ernennungsurkunde dieses Mal von Bürgermeisterin Ilona Friedrich (SPD) übernommen werden musste.

## Kritik
2022 geriet Geselle im Zusammenhang mit dem Antisemitismus-Skandal auf der Documenta 15 für sein Agieren als Aufsichtsratsvorsitzender der „documenta und Museum Fridericianum gGmbH“ in die Kritik.
Die Initiative Radentscheid Kassel warf Geselle 2022 eine blockierende Haltung bei der Entwicklung von Fahrradinfrastruktur vor. Ein Streit über dieses Thema endete mit der Entbindung des Verkehrsdezernenten Christof Nolda (Grüne) und führte dazu, dass die Grünen die Koalition mit der SPD nach erheblicher Kritik an seiner Person beendeten und fortan eine Jamaika-Koalition mit CDU und FDP bilden.